# Sowjetische Volleyballnationalmannschaft der Männer
Die sowjetische Volleyballnationalmannschaft der Männer war eine Auswahl der besten sowjetischen Spieler, die den sowjetischen Volleyballverband bei internationalen Turnieren und Länderspielen repräsentierte. Mit sechs Weltmeistertiteln, drei olympischen Goldmedaillen sowie zahlreichen Titeln bei anderen Wettbewerben war sie zu ihrer Zeit einer der erfolgreichsten Mannschaften der Welt.

## Geschichte
Mit dem Ende der Sowjetunion wurde 1991 auch die Nationalmannschaft aufgelöst. 1992 spielte vorübergehend das Vereinte Team. Direkter Nachfolger ist die russische Nationalmannschaft. Aus den ehemaligen Sowjetrepubliken gingen außerdem folgende Nationalmannschaften hervor:
- Armenien
- Aserbaidschan
- Belarus
- Estland
- Georgien
- Kasachstan
- Kirgisistan
- Lettland
- Litauen
- Moldawien
- Tadschikistan
- Turkmenistan
- Ukraine
- Usbekistan

### Weltmeisterschaften
Die Sowjetunion wurde beim Turnier 1949 mit einem Finalsieg gegen Gastgeber Tschechoslowakei erster Volleyball-Weltmeister. Drei Jahre später verteidigte sie im eigenen Land den Titel gegen den gleichen Gegner. Nach einem dritten Platz 1956 gab es 1960 und 1962 zwei weitere WM-Titel, wobei sowohl in Brasilien als auch in der Sowjetunion erneut die Tschechoslowakei der Gegner im Endspiel war. Bei den beiden folgenden Turnieren 1966 und 1970 verpasste die UdSSR als Dritter und Sechster das Finale. 1974 unterlag sie Polen im Endspiel. 1978 und 1982 wurden die sowjetischen Männer gegen Italien und Brasilien zweimal in Folge Weltmeister. Bei ihren letzten beiden Turnieren gab es für die Sowjetunion einen zweiten Platz 1986 und einen dritten Rang 1990.

### Olympische Spiele
Die Sowjetunion war auch erster Olympiasieger im Volleyball; sie gewann bei der Premiere 1964 gegen die Tschechoslowakei die Goldmedaille. 1968 in Mexiko gelang gegen Japan die Titelverteidigung. Mit Bronze 1972 und Silber 1976 blieben die sowjetischen Männer bei den folgenden Turnieren in den Medaillenrängen. Beim Heimspiel 1980 in Moskau wurden sie zum dritten Mal Olympiasieger. Durch den Boykott der Spiele 1984 verpassten sie ihr einziges Turnier. 1988 in Seoul unterlagen sie im Finale den USA. Beim Turnier 1992 trat das Vereinte Team an und erreichte mit dem siebten Platz ein schlechteres Ergebnis.

### Europameisterschaften
Bei der ersten Volleyball-Europameisterschaft fehlte die Sowjetunion, da sie 1948 erst einen Monat vor dem Turnierbeginn der FIVB beigetreten war. 1950 gewann sie gegen die Tschechoslowakei den ersten EM-Titel, den sie bereits 1951 im Endspiel gegen Bulgarien verteidigte. Nachdem die sowjetischen Männer 1955 als Vierter eine Medaille verpasst hatten, wurden sie 1958 und 1963 jeweils Dritter. Von 1967 bis 1987 gab es keinen anderen Europameister als die Sowjetunion, die neunmal in Folge triumphierte, zunächst zweimal gegen die Tschechoslowakei, dann bei fünf Endspielen nacheinander gegen Polen und schließlich erneut gegen die CSSR und einmal gegen Frankreich. Mit einem vierten Platz 1989 endete die Siegesserie. Bei ihrem letzten Auftritt 1991 in Deutschland gab es für die Sowjetunion im Finale gegen Italien noch einen Titel.

### World Cup
Auch im World Cup der erste Sieger beim Turnier 1965 Sowjetunion. 1969 wurden die sowjetischen Männer Dritter. Anschließend gewannen sie den Wettbewerb 1977 gegen Japan und 1981 gegen Kuba. 1985 unterlagen sie den USA und 1989 belegten sie den dritten Platz. Bei der letzten Teilnahme gewann sie das Turnier vor Kuba und den USA.

### Weltliga
Die Sowjetunion belegte in der Weltliga kurz vor ihrem Zusammenbruch 1990 den vierten und 1991 den dritten Rang. Das Vereinte Team wurde 1992 Sechster.

### Spielerpersönlichkeiten
- Ivans Bugajenkovs
- Waleri Kalatschichin
- Jewgeni Krassilnikow
- Viljar Loor
- Georgi Mondsolewski
- Jurij Pojarkow
- Konstantin Reva
- Wjatscheslaw Saizew
- Alexander Sawin
- Juri Tschesnokow